# Marco Ilaimaharitra
Marco Ilaimaharitra (Mulhouse, 26 juli 1995) is een Frans voetballer met Malagassische roots die bij voorkeur als defensieve middenvelder speelt. Hij speelt sinds januari 2025 voor KV Kortrijk.

## Clubcarrière
Ilaimaharitra stroomde in 2013 door vanuit de jeugd van FC Sochaux. Hij debuteerde op 14 december 2013 in de Ligue 1 tegen OGC Nice. Hij speelde de volledige wedstrijd. Vier dagen later speelde hij opnieuw mee tegen OGC Nice, ditmaal in het bekertreffen tussen de twee clubs.
Ilaimaharitra tekende in juli 2017 een contract bij het Belgische Sporting Charleroi. Daar werd hij inmiddels een sterkhouder op het middenveld. Op 3 november 2019 kreeg de Malagassiër minutenlang racistische spreekkoren naar het hoofd van supporters van KV Mechelen. "Toen ik na de match thuiskwam en mijn zoontje knuffelde, ben ik alles vergeten. Ik heb mezelf opgedragen niet op dit soort mensen te letten.", reageerde Ilaimaharitra op 9 januari 2020 in de krant Het Nieuwsblad.
Na zeven seizoenen bij Sporting Charleroi kreeg Ilaimaharitra geen nieuw contract aangeboden en moest hij de club verlaten. Na een half jaar zonder club tekende hij begin 2024 een contract voor een half seizoen bij KV Kortrijk. KV Kortrijk trok hem in januari aan als versterking in de strijd tegen degradatie, maar slaagde er uiteindelijk niet in om het behoud te verzekeren.

## Clubstatistieken
| Seizoen     | Club                   | Competitie         | Competitie | Competitie | Beker | Beker | Europa | Europa | Totaal | Totaal |
| Seizoen     | Club                   | Competitie         | Wed.       | Dlp.       | Wed.  | Dlp.  | Wed.   | Dlp.   | Wed.   | Dlp.   |
| ----------- | ---------------------- | ------------------ | ---------- | ---------- | ----- | ----- | ------ | ------ | ------ | ------ |
| 2013/14     | FC Sochaux-Montbéliard | Ligue 1            | 12         | 0          | 3     | 0     | -      | -      | 15     | 0      |
| 2014/15     | FC Sochaux-Montbéliard | Ligue 2            | 27         | 1          | 1     | 0     | -      | -      | 28     | 1      |
| 2015/16     | FC Sochaux-Montbéliard | Ligue 2            | 29         | 0          | 6     | 0     | -      | -      | 35     | 0      |
| 2016/17     | FC Sochaux-Montbéliard | Ligue 2            | 22         | 0          | 4     | 0     | -      | -      | 26     | 0      |
| Club Totaal | Club Totaal            | Club Totaal        | 90         | 1          | 14    | 0     | 0      | 0      | 104    | 1      |
| 2017/18     | Sporting Charleroi     | Jupiler Pro League | 33         | 2          | 3     | 0     | -      | -      | 36     | 2      |
| 2018/19     | Sporting Charleroi     | Jupiler Pro League | 34         | 1          | 2     | 0     | -      | -      | 36     | 1      |
| 2019/20     | Sporting Charleroi     | Jupiler Pro League | 27         | 2          | 3     | 0     | -      | -      | 30     | 2      |
| 2020/21     | Sporting Charleroi     | Jupiler Pro League | 27         | 1          | 2     | 0     | 2      | 0      | 31     | 1      |
| 2021/22     | Sporting Charleroi     | Jupiler Pro League | 33         | 2          | 1     | 0     | -      | -      | 34     | 2      |
| 2022/23     | Sporting Charleroi     | Jupiler Pro League | 32         | 3          | 1     | 0     | -      | -      | 33     | 3      |
| 2023/24     | Sporting Charleroi     | Jupiler Pro League | 29         | 4          | 2     | 0     | -      | -      | 31     | 4      |
| Club Totaal | Club Totaal            | Club Totaal        | 215        | 15         | 14    | 0     | 2      | 0      | 231    | 15     |
| 2024/25     | KV Kortrijk            | Jupiler Pro League | 13         | 1          | 0     | 0     | -      | -      | 13     | 1      |
| Club Totaal | Club Totaal            | Club Totaal        | 13         | 1          | 0     | 0     | 0      | 0      | 13     | 1      |
| TOTAAL      | TOTAAL                 | TOTAAL             | 318        | 17         | 28    | 0     | 2      | 0      | 346    | 17     |

Bijgewerkt op 14 mei 2025.

## Interlandcarrière
Ilaimaharitra debuteerde op 16 november 2013 voor Frankrijk –19 in een vriendschappelijke interland tegen Duitsland –19. Hij speelde de volledige wedstrijd. Frankrijk en Duitsland speelden 2–2 gelijk. Voor Frankrijk scoorde Gnaly Cornet tweemaal en voor Duitsland deed Hany Mukhtar hetzelfde kunstje.
1 Patron ·
2 Bager ·
3 Knezevic ·
4 Van Cleemput ·
5 Camara ·
6 Zorgane ·
7 Mbenza ·
8 Guiagon ·
9 Dabbagh ·
10 Badji ·
12 Closset ·
13 Benbouali ·
15 Dragsnes ·
16 Koffi ·
17 Bernier ·
18 Heymans ·
19 Štulić ·
21 Andreou ·
22 Trebel ·
25 Marcq ·
26 Ilaimaharitra  ·
27 Monticelli ·
29 Rogelj ·
32 Boukamir ·
37 Dari ·
42 Lutte ·
44 Morioka ·
55 Delavallée ·
66 Ozornwafor ·
80 Sylla ·
98 Petris ·
Coach: De Mil